# An Evening With Dando Shaft
An Evening with Dando Shaft è il primo album del gruppo musicale di folk-rock inglese dei Dando Shaft, pubblicato dalla Young Blood Records (e dalla Decca Records) nel 1970.

## Tracce
Lato A
1. Rain – 5:11 (Roger Bullen, Kevin Dempsey, Martin Jenkins, Ted Kay)
2. Cold Wind – 4:18 (Roger Bullen, Kevin Dempsey, Martin Jenkins, Ted Kay)
3. September Wine – 3:42 (Roger Bullen, Kevin Dempsey, Martin Jenkins, Ted Kay)
4. Cat Song – 2:36 (Roger Bullen, Kevin Dempsey, Martin Jenkins, Ted Kay)

Lato B
1. In the Country – 6:54 (Roger Bullen, Kevin Dempsey, Martin Jenkins, Ted Kay)
2. Drops of Brandy – 2:30 (Roger Bullen, Kevin Dempsey, Martin Jenkins, Ted Kay)
3. End of the Game – 3:32 (Roger Bullen, Kevin Dempsey, Martin Jenkins, Ted Kay)
4. Lazily Slowly – 3:12 (Roger Bullen, Kevin Dempsey, Martin Jenkins, Ted Kay)

Edizione CD del 2006, pubblicato dalla Air Mail Archive Records
1. Rain – 5:04 (Roger Bullen, Kevin Dempsey, Martin Jenkins, Ted Kay)
2. Cold Wind – 4:11 (Roger Bullen, Kevin Dempsey, Martin Jenkins, Ted Kay)
3. September Wine – 3:38 (Roger Bullen, Kevin Dempsey, Martin Jenkins, Ted Kay)
4. Cat Song – 2:30 (Roger Bullen, Kevin Dempsey, Martin Jenkins, Ted Kay)
5. In the Country – 6:48 (Roger Bullen, Kevin Dempsey, Martin Jenkins, Ted Kay)
6. Drops of Brandy – 2:27 (Roger Bullen, Kevin Dempsey, Martin Jenkins, Ted Kay)
7. End of the Game – 3:29 (Roger Bullen, Kevin Dempsey, Martin Jenkins, Ted Kay)
8. Lazily Slowly – 3:21 (Roger Bullen, Kevin Dempsey, Martin Jenkins, Ted Kay)
9. Spring Clog Dance – 2:53 (Roger Bullen, Kevin Dempsey, Martin Jenkins, Ted Kay) – Bonus track
10. Thruxton Flute – 3:28 (Roger Bullen, Kevin Dempsey, Martin Jenkins, Ted Kay) – Bonus track
11. Digging Up the Rose – 3:28 (Roger Bullen, Kevin Dempsey, Martin Jenkins, Ted Kay) – Bonus track
12. Don't Forget the Animal – 2:31 (Roger Bullen, Kevin Dempsey, Martin Jenkins, Ted Kay) – Bonus track

## Formazione
- Martin Jenkins  - voce, mandolino, violino, flauto, arrangiamenti
- Dave Cooper  - chitarra, voce
- Kevin Dempsey  - chitarra, voce, basso
- Roger Bullen  - basso
- Ted Kay  - percussioni